# Pirates! Gold
Pirates! Gold è un videogioco d'azione e gestione sulla carriera di un pirata, sviluppato dalla Microprose nel 1993. Il videogioco è un riadattamento dell'originale Sid Meier's Pirates! per le macchine della nuova generazione.
MicroProse sviluppò una versione a 256 colori chiamata Pirates! Gold per DOS, Mac OS, Sega Mega Drive, Amiga CD32 e Windows 3.x con colonna sonora basata su MIDI e supportarono l'utilizzo del mouse (nella versione in MS-DOS e nella versione per Windows). La versione per PC conteneva un sistema di protezione contro la copia simile a quello sviluppato nel 1987 da Atari. I combattimenti sul mare, sulla terra o tra terra e mare sono stati realizzati in una videata strategica in tempo reale. Gli avvistamenti non sono presenti in questa versione, e non ci sono oggetti speciali.